# Anastrepha elongata
Anastrepha elongata är en tvåvingeart som beskrevs av Fernandez 1953. Anastrepha elongata ingår i släktet Anastrepha och familjen borrflugor.
Artens utbredningsområde är Venezuela. Inga underarter finns listade i Catalogue of Life.